# Hinrich Lohse
Pour les articles homonymes, voir Lohse.
Hinrich Lohse, né le 2 septembre 1896 à Mühlenbarbek et mort le 25 février 1964 dans la même ville, est un haut responsable de l'Allemagne nazie. Il est un criminel de guerre, responsable du ghetto de Riga et de l'extermination des Juifs et Roms en Lettonie.

## Biographie

### Jeunesse
Lohse, né dans une famille de petits exploitants agricoles, suit de 1903 à 1912 une scolarité à la Volksschule de sa ville puis dans une école de commerce. En 1913, il travaille comme employé aux chantiers navals de Blohm & Voss à Hambourg. Durant la Première Guerre mondiale, il sert dans l'armée du 23 septembre 1915 au 30 octobre 1916, date à laquelle il est exempté à la suite de ses blessures de guerre.

### Montée du nazisme
En 1919, Lohse est un des dirigeants de l'association des fermiers du Schleswig-Holstein puis, en 1920, il devient secrétaire général du Parti paysan du Schleswig-Holstein. En 1923, il rejoint le parti Nazi et devient, le 27 mars 1925, le Gauleiter du NSDAP pour le Schleswig-Holstein. En 1924, comme membre de la liste du Völkisch-Sozialer Block, il est le seul nazi à être élu au collège représentatif de la ville (Stadtverordnetenkollegium) d'Altona/Elbe. Pendant cette période, il dirige différentes associations nationalistes paysannes dans le nord de l'Allemagne, comme la Landvolkbewegung (« Mouvement du peuple paysan »), au sein du parti nazi. Entre 1928 et 1929, Lohse administre aussi temporairement le Gau nazi de Hambourg.
Élu député au Reichstag en 1932, Lohse est nommé peu de temps après la prise de pouvoir nazie comme haut président (Oberpräsident) de la province du Schleswig-Holstein. En 1934, il prend la direction de la Compagnie nordique (Nordische Gesellschaft). En 1942, il est nommé commissaire à la défense du Reich, comme tous les autres Gauleiters.

### Seconde Guerre mondiale
Proche de Rosenberg, mais peu apprécié d'Himmler et d'Hitler, Hinrich Lohse est nommé, le 17 juillet 1941, commissaire du Reich pour les territoires de l'Est. Lohse n'abandonne pas pour autant ses fonctions au Schleswig-Holstein et fait la navette entre Riga et Kiel ; après sa prise de fonction, il place des amis proches du Schleswig-Holstein à toutes sortes de postes importants.
Bureaucrate dans l'âme, il fait préparer par ses bureaux durant l'été un certain nombre de directives sur la politique antisémite destinée à être appliquée dans le commissariat, et dans le même temps, il souhaite disposer d'ordres écrits de l'ensemble des supérieurs des acteurs opérant sur le terrain, manifestant ainsi son opposition à une tutelle renforcée de la SS sur les territoires dans lesquels son administration exerce les pouvoirs civils ; mais ces directives, qui doivent aboutir à la ghettoïsation, ne sont pas appliquées sur le terrain, notamment en raison des massacres de masse, de la mauvaise volonté et de la politique menée par les SS, qui vise à la création sur place de camps de concentration, exposée pour contrer les arguments du commissaire du Reich.
Ainsi, partisan de l'enfermement dans des ghettos, il tente de s'opposer aux exécutions des Juifs du Reich. Il souhaite ainsi appliquer la politique pratiquée dans le Gouvernement général consistant en enfermement et expropriation, mais il se heurte à la SS. Au cours de l'automne 1941, sans remettre publiquement en cause les exécutions massives de Juifs du commissariat, et appuyé sur Rosenberg dans un premier temps, puis sur les cadres militaires du commissariat, il émet l'idée de subordonner les exécutions aux impératifs du conflit, tout en interdisant les exécutions dans les régions baltes. Il s'oppose ainsi directement à la SS et aux cadres des Einsatzgruppen, mais, en plaçant son opposition sur le terrain des impératifs économiques, il déclenche l'ire d'Himmler et de la SS, qui mettent alors en avant la volonté du Führer, explicitée au cours d'entretiens avec Himmler durant l'automne 1941. Ces divergences ne doivent cependant pas faire illusion sur la politique de Lohse dans le commissariat, car le 30 novembre 1941, il assiste, avec un nombre important de responsables des territoires occupés de l'Est, au massacre des 30 000 Juifs du ghetto de Riga.
Il est également responsable des tueries Roms. Notamment au massacre de Libau tuant une centaine de personnes en décembre 1941. Il justifiera ce massacre et l'intérêt de supprimer les tsiganes au même titre que les juifs, dans une lettre datée de décembre 1941.
Il conserve cette fonction jusqu'à sa fuite à l'automne 1944 devant l'avancée de l'Armée rouge. Au Schleswig-Holstein, alors que le régime nazi perd du terrain, il applique totalement, en tant que commissaire à la défense du Reich, l'ordre nazi.

### Après la guerre
Le 6 mai 1945, en raison des demandes britanniques, Lohse est démis de son poste de président supérieur du Schleswig-Holstein par le président du Reich Karl Dönitz et capturé peu de temps après par les troupes britanniques. Il est condamné en 1948 à dix ans de prison avant d'être libéré pour raisons médicales en 1951. Deux enquêtes sont lancées par les procureurs contre lui. Le bénéfice de la pension comme président supérieur pour laquelle Lohse s'était battu lui est supprimé après l'intervention du Parlement du Schleswig-Holstein. Il passe ses dernières années à Mühlenbarbek, où il meurt en 1964.